# Ammotrechesta maesi
Ammotrechesta maesi es una especie de arácnido  del orden Solifugae de la familia Ammotrechidae.

## Distribución geográfica
Se encuentra en Nicaragua.